# 周士岳
周士岳（？年—？年），南川人，由舉人，道光九年正月任四川順慶府岳池縣訓導。是一位政治人物，明清時曾在四川順慶府岳池縣（位於今四川東北部，武周萬歲通天二年分南充、相如二縣置，是一個千年古縣）擔任官吏。